# Demanda de diners
La demanda de diners explica els motius pels quals els individus decideixen guardar una part de la seva riquesa en forma de diners, renunciant a la rendibilitat que podrien obtenir si col·loquessin aquests recursos en altres actius. Quan els diners són un bé sense un valor intrínsec en si mateix, pot semblar paradoxal que hi hagi una demanda de diners en comptes de, en tot cas, dels béns que es poden adquirir amb aquests diners. Per entendre la demanda de diners, cal recordar que la liquiditat d'un actiu és la facilitat amb què pot convertir-se en el mitjà de canvi de l'economia. La definició de diners és precisament la de mitjà de canvi de l'economia, pel que és per definició l'actiu més líquid que pot existir, la demanda de diners és per tant demanda de liquiditat davant d'altres actius més rendibles però menys líquids.

## La demanda de diners en el pensament econòmic neoclàssic
Per al pensament econòmic neoclàssic, les raons per demanar diners són dos:
1. Atendre les necessitats ordinàries sense incórrer en dificultats per manca de numerari.
2. Fer front a circumstàncies imprevistes.

En aquest corrent de pensament, els motius per demanar diners no estan lligats al tipus d'interès existents i estan únicament associats a la conveniència del subjecte econòmic.

### Teoria quantitativa clàssica
Va ser formulada per primera vegada per David Hume, que va formular una identitat fonamental:
 M x V = P x T  on:
- M : és la massa monetària
- V : la velocitat de circulació dels diners
- P : el nivell de preus de l'economia
- T : la quantitat de transaccions realitzades en una economia en un determinat període.

La velocitat de circulació dels diners es defineix precisament com el resultat de PT/M , de manera que l'equació de Fisher es converteix en una identitat. No obstant això, aquesta teoria propugna que a mitjà i a curt termini, V  tendeix a ser una constant, de manera que, donada una determinada quantitat de transaccions en l'economia, hi ha una relació directa entre la massa monetària i el nivell de preus, és a dir que M = kx P , on k  és una constant a curt termini, que definim com a T/V . Per tant, hi ha una relació directa entre la inflació i l'increment de la massa monetària.
 Friedman i altres monetaristes reescriuren aquesta teoria fent una important distinció entre els efectes a curt i a llarg termini de les variacions dels diners. Afirmen que, a llarg termini, el diner és neutral. Les variacions de la quantitat de diner, després d'haver actuat a través de l'economia, no produeixen efectes reals i només alteren els preus. Suggereixen, per tant, un increment constant i reduït de la massa monetària que no produeixi inflació.

#### Formulació de l'escola de Cambridge
També anomenada formulació de les disponibilitats, quan posa l'accent en el saldo líquid que cada individu vol tenir.
La diferència fonamental amb el punt de vista de Fisher és que mentre aquest analitza els diners com un flux, mentre que aquella ho fa com un fons.
Una altra diferència fonamental és que la teoria quantitativa posa l'accent en l'oferta de diners, encara que també tingui en compte la demanda a través de T, mentre que la formulació de l'escola de Cambridge posa l'accent en la demanda de diners.
L'equació, va ser formulada per Pigou de la següent manera: M/P = kR, o, cosa que és el mateix,
 M = k x R x P,  on:
- P és el nivell de preus,
- M la massa monetària,
- R, els recursos totals de l'economia (la riquesa total de l'economia)
- K, la proporció dels recursos totals de l'economia que els subjectes econòmics desitgen mantenir en forma de diners.

Substituint k per 1/V i R per T, tindríem la mateixa equació que la teoria quantitativa dels diners, però l'equiparació entre T i R és impossible perquè són coses totalment diferents: T expressa el nombre de transaccions que es realitzen en una economia i R la riquesa total de l'economia.
 Arthur Pigou parlava en termes d'una economia amb un únic bé, el blat. Keynes va reformular aquesta teoria, generalitzat per a una economia amb multitud de béns, substituint R per I convertint l'equació en  M = kx P x I 

## Demanda de diners en el pensament keynesià[2]
Keynes classificava en tres els motius pels quals els subjectes econòmics desitgen mantenir saldos líquids:
1. Motiu transacció: abasta la liquiditat necessària per poder fer front a les transaccions quotidianes. Les persones necessiten conservar una certa quantitat de diners per realitzar les transaccions ordinàries. Com a norma general, el saldo monetari mitjà que una persona ha de mantenir per a fins de transacció, disminueix en augmentar la freqüència dels seus ingressos. També es pot afirmar que el saldo monetari que els ciutadans, en conjunt, desitgen mantenir amb fins transacció depèn directament del nivell de renda. No sembla molt sensible als tipus d'interès.
2. Motiu precaució: per fer a contingències imprevistes. Keynes pensava que no depenia del tipus d'interès, encara que posteriorment alguns deixebles seus com Harrod han posat en qüestió aquesta afirmació.
3. Motiu especulació: l'inversor que espera que el tipus d'interès pugi a curt termini i per tant, disminueixi la cotització dels bons, preferirà mantenir els seus estalvis en forma de diners a l'espera que es produeixi efectivament aquest augment del tipus d'interès. Sempre que l'interès esperat sigui més gran que el vigent, els inversors mantindran els seus estalvis en forma de diners, de manera que la demanda de diners per motiu especulació estarà inversament relacionat amb el tipus d'interès. Com més gran sigui aquest, menys probable serà que l'inversor esperi que el tipus d'interès vagi a pujar en el futur. Aquest motiu de demanda de diners va ser una completa innovació de Keynes que no era contemplat pels clàssics, que negaven per tant qualsevol relació de la demanda de diners amb els tipus d'interès.

Hi ha un interès crític per sota del qual cap inversor espera que el tipus d'interès hagi de baixar, sinó que per contra espera que en tot cas va a pujar, de manera que tots els inversors decideixen mantenir els seus estalvis en forma de diners a l'espera que el tipus d'interès torni a pujar. En aquesta situació, per més diners que s'emeti, no farà baixar el tipus d'interès, ja que els inversors mantindran el nou diners en forma líquida, a l'espera que torni a pujar el tipus d'interès: s'entra en una situació que es ha denominat "  trampa de la liquiditat " en la que per més diners que s'injecti a l'economia, el tipus d'interès no pot baixar.
Combinant tots els factors estudiats s'arriba a la conclusió que la demanda de diners és una funció que bàsicament depèn de dos factors, la renda monetària i els tipus d'interès.